# 듀오톤
듀오톤(Duotone)은 그레이 스케일에서 변경이 가능하며, 한 가지 색 계열인 모노톤 이미지를 만들어 내기 위한 색이다. 보통 검정과 다른 색상 한 가지를 2중으로 사용하여 원하는 톤으로 만든다. 2색 그림이라고도 한다.

## 같이 보기
- 청사진법
- 망점